# Антиф (сын Фессала)
Антиф (др.-греч. Ἄντιφος) Персонаж древнегреческой мифологии. Сын Фессала, внук Геракла, упоминается у Гомера. С Коса. Привёл под Трою с Нисира 30 кораблей. Сражался под Троей. При возвращении из-под Трои попал в бурю у горы Каферея, доплыл до Миманта. Прибыл к пеласгам и, овладев страной, назвал её Фессалией по имени отца. По версии неясного происхождения, убит Сарпедоном на войне.